# Cryptochetidae
Famille
Cryptochetidae  est une famille de diptères.

## Liste des genres
Selon Catalogue of Life (27 févr. 2013) :
- genre Cryptochetum
- genre Librella

Selon ITIS (27 févr. 2013) :
- genre Cryptochetum